# Simon Cox
Simon Richard Cox (ur. 28 kwietnia 1987) – irlandzki piłkarz, napastnik.
Jako junior był zawodnikiem m.in. Reading, jednak nie przebił się do pierwszego składu na stałe i był wypożyczany do słabszych zespołów. W 2006 został zawodnikiem Brentford, grał także w Northampton Town i Swindon Town. W 2009 został piłkarzem West Bromwich Albion. 14 sierpnia 2012 roku podpisał trzyletni kontrakt z Nottingham Forest.
W maju 2012 został powołany do 23 osobowej kadry na Mistrzostwa Europy w Piłce Nożnej 2012 przez selekcjonera Giovanniego Trapattoniego. W dorosłej reprezentacji zadebiutował 24 maja 2011 w wygranym 5:0 spotkaniu z reprezentacją Irlandii Północnej (strzelił jedną z bramek). Cox posiada irlandzkie obywatelstwo, ponieważ Irlandką była jedna z jego babć.